# بديع الزمان ميرزا الصفوي
بديع الزمان ميرزا الصفوي كان أميرًا صفويًا، وهو ابن القائد العسكري البارز بهرام ميرزا الصفوي، الذي كان الابن الأصغر لإسماعيل الأول، مؤسس الدولة الصفوية.
كان لبديع الزمان شقيقان هما إبراهيم ميرزا وسلطان حسين ميرزا. عندما توفي والد بديع الزمان في عام 1549، اعتنى به طهماسب مع إخوته الآخرين، حتى أنه أعلن بديع الزمان ابنه. تم تعيين بديع الزمان والي سيستان سنة 1557م، وتزوج من بريخان خانم (التي كانت في ذلك الوقت تبلغ من العمر 10 سنوات). ومع ذلك، نظرًا لأنها كانت الابنة المفضلة لطهماسب، لم يُسمح لها بالذهاب مع زوجها إلى سيستان. وبحسب مؤرخين آخرين، فإن بريخان كانت مخطوبة لبديع الزمان فقط، وهو ما يبدو أكثر قابلية للتصديق وفقاً لغولسرخي. ويُزعم أن الزواج لم يذهب إلى أبعد من ذلك، حيث اختارت بريخان حياة بيروقراطية في العاصمة، إلى جانب والدها، على الحياة الزوجية في سيستان.
في 26 مارس 1577، اُغتيل بديع الزمان ميرزا في قندهار بأمر من الشاه إسماعيل الثاني (حكم في الفترة من 1576 إلى 1577).